# Nacip Raydan
Nacip Raydan is een gemeente in de Braziliaanse deelstaat Minas Gerais. De gemeente telt 3.015 inwoners (schatting 2009).

## Aangrenzende gemeenten
De gemeente grenst aan Coroaci, Marilac, Santa Maria do Suaçuí, São José da Safira en Virgolândia.